# سوآهامانیا
سوآهامانیا (به لاتین: Soamahamanina) یک منطقهٔ مسکونی در ماداگاسکار است که در میاریناریوو (منطقه) واقع شده‌است.
 سوآهامانیا  ۹٬۰۰۰ نفر جمعیت دارد و ۱٬۳۶۸ متر بالاتر از سطح دریا واقع شده‌است.